# Теорема Радемахера
Теорема Радемахера — классическая теорема в теории функции вещественной переменной.

## Формулировка
Липшицева функция, определённая на открытом множестве евклидова пространства, дифференцируема на нём почти всюду.

## Вариации и обобщения
- Метрический дифференциал
- Теорема Александрова о выпуклой функции
- Теорема Степанова